# 第2回世界大学野球選手権大会日本代表
第2回世界大学野球選手権日本代表（だい2かいせかいだいがくやきゅうせんしゅけんにほんだいひょう）は、2004年7月から8月にかけて台湾で行われた第2回世界大学野球選手権大会に出場するために編成された大学生野球の日本代表チームである。

## 役員
（かっこ内は選出当時の所属）
- 団長：小野忠彦（全日本大学野球連盟）
- 副団長：荒井邦夫（全日本大学野球連盟）
- 監督：高橋昭雄（東洋大学監督）
- コーチ：川口啓太（明治大学監督）
- コーチ：松岡憲次（立命館大学監督）
- コーチ：谷口英規（上武大学）
- トレーナー：田中正幸（住友金属鹿島）
- 総務：内藤雅之（全日本アマチュア野球連盟）

## 選手
No.は背番号。所属は選出当時。
| 位置   | No. | 氏名       | 所属         |
| ------ | --- | ---------- | ------------ |
| 投手   | 11  | 一場靖弘   | 明治大学     |
| 投手   | 12  | 会田有志   | 中央大学     |
| 投手   | 13  | 那須野巧   | 日本大学     |
| 投手   | 14  | 田中健太郎 | 日本大学     |
| 投手   | 16  | 福田聡志   | 東北福祉大学 |
| 投手   | 17  | 山岸穣     | 青山学院大学 |
| 投手   | 18  | 荻野忠寛   | 神奈川大学   |
| 投手   | 19  | 大谷智久   | 早稲田大学   |
| 捕手   | 20  | 上田祐介   | 日本大学     |
| 捕手   | 27  | 加藤領健   | 青山学院大学 |
| 内野手 | 1   | 大廣翔治   | 東洋大学     |
| 内野手 | 2   | 西谷尚徳   | 明治大学     |
| 内野手 | 3   | 武内晋一   | 早稲田大学   |
| 内野手 | 6   | 多幡雄一   | 立教大学     |
| 内野手 | 7   | 藤田一也   | 近畿大学     |
| 内野手 | 10  | 塩川達也   | 東北福祉大学 |
| 外野手 | 5   | 池邉啓二   | 慶應義塾大学 |
| 外野手 | 8   | 上岡正慎   | 東洋大学     |
| 外野手 | 9   | 大松尚逸   | 東海大学     |
| 外野手 | 24  | 宇津野純一 | 明治大学     |
| 外野手 | 51  | 亀井義行   | 中央大学     |